# Голово
Голово је насеље у Србији у општини Чајетина у Златиборском округу. Према попису из 2022. било је 123 становника.
Голово се налази источно од Краљевих Вода и југоисточно од Чајетине, односно на шестом километру пута Чајетина Алин Поток. Граничи се са Рудинама, Мушветама и Гостиљем. Оивичено је висовима: Глизом, Градином и Цокељом.

## Име места
Назив Голово село добија када је отворена школа ОШ „Димитрије Туцовић” ИО Голово. Стари назив села је Рудине и под тим називом се помиње још у 18. веку. Још донедавно старији људи су Голово звали „Доње Рудине“ а садашње село Рудине су звали „Горње Рудине“.

## Историја села
Не зна се много о далекој прошлости Голова. По громилама које су разбацане по селу може се закључити да је Голово било насељео у претхришћанском периоду. У сеоби под патријархом Арсенијем Чарнојевићем није нико остао од староседелаца, „Старинаца“. У опустеле крајеве Златибора у 18. веку Турци покушавају да населе нове становнике, па су први становници Голова били Срби и Турци. Турци су заузели најпитомији део села док су Срби населили кршевите делове. Са Првим српским устанком, Турци одлазе из Голова.
Овде је живео Војислав Лазовић, носилац Карађорђеве звезде са мачевима.

## Географија

#### Топоними Голова
БрдаГлиза, Градина, Поређе, Цокељ,
РекаГрабовица,
ИзворЂокића Врело,

## Насељавање
- Први талас насељавања почиње u 18. веку. Први се досељавају Аћимовићи, Веланци, Дедићи, Петронијевићи, Жиловићи, Зрњевићи, Бисићи, Весовићи......
- Други миграциони талас догодио се за време Првог српског устанка, тада се још насељавају: Чумићи, Буљугићи, Понорци....
- Трећи талас почиње тридестих година 19. века и тада се насељавају: Ђокићи, Словићи, Жунићи, Ковачевићи (Бојановићи)

### Фамилије Голова
| - Аћимовићи - Бисићи - Буљугићи - Сенићи | - Веланци - Весовићи - Жиловићи - Жунићи | - Ковачевићи - Марјановићи - Павловићи - Петронијевићи - Понорци | - Словићи - Ђокићи - Чумићи - Шундерићи |

## Демографија
У насељу Голово живи 202 пунолетна становника, а просечна старост становништва износи 56,3 година (51,9 код мушкараца и 61,0 код жена). У насељу има 95 домаћинстава, а просечан број чланова по домаћинству је 2,23.
Ово насеље је великим делом насељено Србима (према попису из 2002. године), а у последња три пописа, примећен је пад у броју становника.
|  |

| Демографија | Демографија | Демографија |
| Година      | Становника  | Становника  |
| ----------- | ----------- | ----------- |
| 1948.       | 680         |             |
| 1953.       | 744         |             |
| 1961.       | 639         |             |
| 1971.       | 542         |             |
| 1981.       | 432         |             |
| 1991.       | 305         | 299         |
| 2002.       | 212         | 212         |

| Етнички састав према попису из 2002.‍ | Етнички састав према попису из 2002.‍ | Етнички састав према попису из 2002.‍ | Етнички састав према попису из 2002.‍ | Етнички састав према попису из 2002.‍ |
| ------------------------------------ | ------------------------------------ | ------------------------------------ | ------------------------------------ | ------------------------------------ |
|                                      |                                      |                                      |                                      |                                      |
| Срби                                 | Срби                                 |                                      | 211                                  | 99,52%                               |
| непознато                            | непознато                            |                                      | 1                                    | 0,47%                                |

| Година пописа     | 1948. | 1953. | 1961. | 1971. | 1981. | 1991. | 2002. |
| ----------------- | ----- | ----- | ----- | ----- | ----- | ----- | ----- |
| Број домаћинстава | 113   | 125   | 130   | 129   | 124   | 116   | 95    |

| Број чланова      | 1  | 2  | 3  | 4 | 5 | 6 | 7 | 8 | 9 | 10 и више | Просек |
| ----------------- | -- | -- | -- | - | - | - | - | - | - | --------- | ------ |
| Број домаћинстава | 33 | 38 | 10 | 5 | 5 | 2 | 1 | 0 | 1 | 0         | 2,23   |

| Пол    | Укупно | Неожењен/Неудата | Ожењен/Удата | Удовац/Удовица | Разведен/Разведена | Непознато |
| ------ | ------ | ---------------- | ------------ | -------------- | ------------------ | --------- |
| Мушки  | 102    | 35               | 52           | 9              | 5                  | 1         |
| Женски | 101    | 9                | 53           | 37             | 1                  | 1         |
| УКУПНО | 203    | 44               | 105          | 46             | 6                  | 2         |

| Пол    | Укупно                    | Пољопривреда, лов и шумарство | Рибарство                            | Вађење руде и камена | Прерађивачка индустрија       |
| ------ | ------------------------- | ----------------------------- | ------------------------------------ | -------------------- | ----------------------------- |
| Мушки  | 63                        | 44                            | 0                                    | 2                    | 12                            |
| Женски | 55                        | 42                            | 0                                    | 0                    | 6                             |
| УКУПНО | 118                       | 86                            | 0                                    | 2                    | 18                            |
| Пол    | Производња и снабдевање   | Грађевинарство                | Трговина                             | Хотели и ресторани   | Саобраћај, складиштење и везе |
| Мушки  | 0                         | 2                             | 3                                    | 0                    | 0                             |
| Женски | 0                         | 0                             | 4                                    | 3                    | 0                             |
| УКУПНО | 0                         | 2                             | 7                                    | 3                    | 0                             |
| Пол    | Финансијско посредовање   | Некретнине                    | Државна управа и одбрана             | Образовање           | Здравствени и социјални рад   |
| Мушки  | 0                         | 0                             | 0                                    | 0                    | 0                             |
| Женски | 0                         | 0                             | 0                                    | 0                    | 0                             |
| УКУПНО | 0                         | 0                             | 0                                    | 0                    | 0                             |
| Пол    | Остале услужне активности | Приватна домаћинства          | Екстериторијалне организације и тела | Непознато            | Непознато                     |
| Мушки  | 0                         | 0                             | 0                                    | 0                    | 0                             |
| Женски | 0                         | 0                             | 0                                    | 0                    | 0                             |
| УКУПНО | 0                         | 0                             | 0                                    | 0                    | 0                             |